# Molophilus tripectinatus
Molophilus tripectinatus là một loài ruồi trong họ Limoniidae. Chúng phân bố ở miền Australasia.